# Маунфилд, Гари
Гари Маунфилд (англ. Gary Mounfield, родился 16 ноября 1962 года, в Манчестере; также известен под псевдонимом Mani) — бас-гитарист шотландской рок-группы Primal Scream, бывший участник распавшейся группы The Stone Roses.

## Биография
Гари Маунфилд родился 16 ноября 1962 года, в городе Манчестере. Посещал Xaverian College, находящийся в районе Расхолм. В 1979 году в возрасте шестнадцати лет Маунфилд покинул школу. Через восемь лет в 1987 году он присоединился к группе The Stone Roses и играл в её составе вплоть до распада коллектива в 1996 году. Затем он стал бас-гитаристом группы Primal Scream, в составе которой играет и по сей день.